# オープン・ソサエティ財団
オープン・ソサエティ財団（Open Society Foundations、OSF）は、投資家・慈善家ジョージ・ソロスにより設立された国際的な助成財団であり、かつてはオープン・ソサエティ協会（Open Society Institute）とされていた。財団は世界中の市民社会を支援しており、社会正義、教育、公衆衛生、メディアの独立の助成を掲げている。
財団は37の国々に支部を持っており、その本部はニューヨーク市にある。財団は1993年の設立以降、110億ドル以上の支援を行っている。

## 助成の一覧
- 国境なき記者団
- ウィキメディア財団[7]
- 中央ヨーロッパ大学 （設立者）